# Lucy Westenra
Lucy Westenra es un personaje ficticio perteneciente a la novela Drácula de Bram Stoker. 
También es conocida como Lucy Weston o Lucy Westerman, en diversas adaptaciones cinematográficas.
Del personaje de Lucy Westenra de la novela original de Drácula, fue inspirado el personaje Anna Harding para la película Nosferatu: Una sinfonía del horror de 1922 y su remake de 2024 Nosferatu.

## Biografía
Lucy es la hija de 19 años de una familia acaudalada. El nombre de su padre no se menciona en la novela y a su anciana madre solo se la conoce como Señora Westenra. Lucy es la mejor amiga de Mina Murray. En la producción cinematográfica de 1931 de los Universal Studios, ella es llamada Lucy Weston. En la versión de 1958 de la Hammer Film Productions, es llamada Lucy Holmwood, está comprometida con Lord Holmwood y es constantemente alabada por su belleza, pureza y su dulce naturaleza. Estas cualidades le han ganado tres pretendientes, los cuales se le declaran el mismo día: Arthur Holmwood, Quincey P Morris, un vaquero americano; y el  médico John Seward, el  psiquiatra de un asilo mental.
Lucy acepta la propuesta de Arthur, pero repentinamente comienza a padecer una anemia severa. De hecho, se ha convertido en la víctima del Conde Drácula, que lentamente le va drenando la sangre. A pesar de los esfuerzos de los Doctores Seward y Abraham Van Helsing, la condición de Lucy se deteriora rápidamente. Dr. Van Helsing correctamente identifica la verdadera causa de su enfermedad y pone coronas de ajo alrededor de su lecho para repeler a Drácula. Lamentablemente, su madre –que no es consciente de la importancia del ajo – quita las coronas. Después de cuatro transfusiones de sangre (de Holmwood, Seward, Van Helsing, y Morris, respectivamente) y aunque los médicos tratan de mantener una vigilancia constante sobre su condición, sus esfuerzos resultan inútiles. Lucy y su madre mueren juntas cuando un lobo controlado por Drácula (o en algunos casos, Drácula) se estrella a través de la ventana mientras las dos mujeres se quedan sin vigilancia. La madre muere de un ataque al corazón, mientras que Drácula drena Lucy hasta un punto cercano a la muerte.
Los hombres la encuentran a la mañana siguiente apenas con vida y tratan de salvarla con una transfusión, pero en este punto ya es demasiado tarde: las marcas de mordidas en el cuello han desaparecido y sus dientes ahora parecen largos colmillos. Por un momento, cuando Arthur se encuentra cerca de ella, Lucy le pide un beso, mostrándose más voluptuosa. Helsing aleja a Arthur, sabiendo que es el monstruo quien habla y no la verdadera Lucy.
En un momento de lucidez, Lucy también se da cuenta de que es cada vez más inhumana, y le pide a Van Helsing proteger a Arthur. Van Helsing jura hacerlo por amor de Lucy, al tiempo que ella muere. Los demás piensan que todo ha terminado, pero Van Helsing sabe que con la muerte de Lucy, su transformación en un no-muerto apenas está comenzando. Es más que probable que lo que vieron fue el último fragmento de su humanidad en desvanecerse.
Efectivamente, después de su "muerte", empieza a haber reportes de niños que son atacados por las noches, y cada niño diciendo que era la "dama fanfarrona" ("Bloofer Lady", en el original). Los niños también tienen marcas de mordeduras en la garganta, aunque en ningún caso su sangre ha sido drenada por completo. El Dr. Van Helsing se da cuenta de que Lucy se ha convertido en una vampiresa, y les pregunta al doctor Seward,a Arthur y a Quincey si lo ayudarán a destruir a la no-muerta. Cuando dudan, Van Helsing lleva a Seward con él para mostrarle que el féretro de Lucy está vacío. 
Esperan hasta la llegada de Lucy, quien trae a otro niño para alimentarse. Como sólo necesita un poco de sangre, deja ir al niño y regresa a su cripta. Van Helsing y Seward se aseguran de que el niño está bien y entran en la cripta donde el ataúd contiene ahora el cuerpo de Lucy. Sin embargo, como señala Van Helsing, el cuerpo de Lucy no ha decaído un día después de su muerte, ya que los cadáveres no-muertos nunca se descomponen.
A la noche siguiente, Van Helsing se reúne con el resto de los hombres y pone una Hostia bendita sobre la cripta de Lucy mientras ella está afuera alimentándose. Los hombres esperan que vuelva y observan la forma monstruosa en que ha convertido ahora. Se enfrentan a ella, evitando que muerda a su actual víctima. Al ver a Arthur, Lucy cambia su tono de voz y actúa como si todavía estuviera viva, y le hace señas para que se acerque a ella y así puedan llegar a ser no-muertos juntos. Su hechizo hipnótico casi funciona hasta Helsing le muestra una cruz, alejándola. Ella huye a su cripta, pero no es capaz de entrar hasta Helsing elimina parte de la hostia. Los hombres se asombran como Lucy usa sus poderes para deslizarse en el interior a pesar del espacio tan reducido. 
Ellos la siguen y encuentran a Lucy en su ataúd, descansando. Van Helsing les explica a los demás que la Lucy que conocían anteriormente está muerta, y la figura que ven ahora es un monstruo con su forma, el resultado del ataque de un si la víctima ha sido drenada hasta la muerte. Les advierte que, a menos que ella sea detenida, seguirá sus cacerías nocturnas hasta el punto de que llegara a matar a sus víctimas, que del mismo modo se convertirán en muertos vivientes y continuarán el ciclo, creando un ejército para Drácula.
Van Helsing siente que es mejor que los hombres que amaban a Lucy en la vida jueguen un papel en la liberación de su alma. Siguiendo sus instrucciones, estacan a Lucy en el corazón, destruyendo la parte de vampiro en ella, y permiten que Lucy por fin pueda descansar en paz. Sin embargo, para estar seguro de que Drácula no la reclamará, en cuanto se retiran Van Helsing termina la espeluznante tarea cortando su cabeza y rellenando su boca con ajos como medida de precaución.

## Interpretación moderna del personaje
Como su amiga Mina, Lucy es pintada por Stoker de forma irrealmente idealizada, un ángel de la casa, descrita por Van Helsing como un "joven lirio" y halagada por Seward debido a su "inigualable dulzura y pureza". Su versión de vampiresa es mostrada como una depredadora sexual de niños, que tuvo que ser destruida para que la Lucy real pudiera "tomar su lugar con los otros ángeles".

## En el cine

### Anna Harding
Del personaje Lucy Westenra de la novela original de Drácula, fue inspirado el personaje de	Anna Harding para la película Nosferatu: Una sinfonía del horror de 1922 y su remake de 2024 Nosferatu.
- La actriz Ruth Landshoff hizo una breve aparición con un personaje llamado Annie, en la película muda Alemana de 1922 Nosferatu, eine Symphonie des Grauens.
- La actriz Emma Corrin interpreta a Anna Harding en Nosferatu (2024).

### Lucy Weston
- Frances Dade fue la primera mujer joven en interpretar el personaje en una película, en la versión de Drácula de 1931 de la Universal Studios, sin embargo el personaje fue acreditado como Lucy Weston. En la versión en español, Carmen Guerrero interpreta a Lucía Weston. En ambas películas, su muerte después de convertirse en vampiro ocurre fuera de cámara y en la versión en inglés es solo mencionada de forma implícita.
- La actriz Susan George interpretó el papel de Lucy Weston en la versión para televisión de Drácula en 1968.
- En diciembre de 2010, Simon and Schuster (Gallery Books) presentaron "La Historia Secreta de Elizabeth Tudor, Asesina de Vampiros" como fue supuestamente contada a Lucy Weston.

### Lucy Westenra
- El personaje Lucy Harker está basado en Lucy Westenra en la película Nosferatu: Phantom der Nacht. Ella es interpretada por Isabelle Adjani.
- En 1970, Soledad Miranda interpretó a Lucy Westenra, con Christopher Lee como el Conde Drácula, en la versión cinematográfica de Jesús Franco.
- En la versión de 1973 de Dan Curtis de Drácula, Fiona Lewis interpreta el papel de Lucy Westenra, quien sería la reencarnación de la amada de Drácula.
- La esperada versión en serie de la BBC sobre Drácula mostró a Susan Penhaligon como Lucy Westenra en 1977. Esta versión fue transmitida primero en Estados Unidos como parte de la serie "Grandes Interpretaciones".
- En Drácula, de Bram Stoker (1992), dirigida por Francis Ford Coppola, Lucy es interpretada por Sadie Frost. Esta versión de Lucy es erotizada mucho más allá de su encarnación literaria, volviéndola más seductora y coqueta, incluso tentadora, haciendo muchas referencias al sexo. Como una niña mimada de la aristocracia, ella habla con ingenuidad y franqueza. A diferencia de su amiga Mina, quien se mantiene firme, las tendencias sexuales de Lucy serán la causa de su caída. Ella cae en las garras de Drácula debido a una crisis de sonambulismo, y Drácula la viola en el jardín. A partir de ese momento, ella poco a poco se transforma en un vampiro y termina siendo asesinada por Van Helsing y su amado prometido, en un intento de salvarla de la condenación. El personaje tenía escenas importantes donde se explora el constante coqueteo con sus tres pretendientes, otras escenas con respecto a ataques de Drácula y sobre su enfermedad que fueron cortadas en la versión de la película, pero que fueron mostradas en versiones caseras.
- Lucy Westenra fue interpretada por Lysette Anthony en la parodia de  Mel Brooks Dracula: Dead and Loving It de 1995.
- Lucy Westenra fue interpretada por Bai Ling en la película de Michael Oblowitz de 2001 The Breed.
- En 2002, la bailarina Tara Birtwhistle asume el rol de Lucy Westenra en la versión ballet/película muda Drácula, llamada Drácula: Páginas de un Diario Virgen, dirigido por Guy Maddin. Esta adaptación presenta al personaje de Lucy de formas más apegada que otras películas.
- El personaje de Lucy aparece sin muchos cambios en le adaptación de Drácula de la BBC de 2006, donde es interpretada por Sophia Myles.
- En la serie Drácula de BBC One de 2020, es interpretada por Lydia West.

### Lucy Westerman
- En el 2000, Colleen Fitzpatrick interpretó a Lucy, con el apellido cambiado a Westerman en la película Drácula 2000. En esta versión, Lucy se vuelve la tercera novia de Drácula.

### Personajes mezclados de Lucy Westenra y Mina Harker
- En la versión de 1958 de Hammer Films, El Horror de Drácula, existe un personaje basado en Lucy Westenra. En esta versión, Lucy es hermana de Arthur Holmwood y su prometido es Jonathan Harker. Se convierte en una víctima y más tarde "novia" de Drácula como venganza contra Jonathan Harker por destruir a otra de sus novias. Lucy tiene el mismo destino que su personaje literario, aunque ella intenta atacar a Arthur antes de ser destruida. Es interpretada por Carol Marsh.
- Kate Nelligan interpreta a Lucy Seward en la versión de Drácula de 1979 protagonizada por Frank Langella. El personaje de Lucy es similar al de Mina Murray en la novela y en la versión de la obra de Broadway. Su personaje sobrevive el poder de Drácula y solo momentáneamente se convierte en su novia, mientras que Mina es asesinada desde el principio.

## En el teatro
En 1927, Dorothy Peterson interpretó originalmente el rol de Lucy Seward en la presentación de Broadway de Drácula. En esta versión los personajes de Lucy y Mina se combinaron para crear a la hija del Dr. Seward, que cae en poder de Drácula pero es salvada de la muerte al final de la obra.
Marcella Gaudel encarnó a Lucy en la reposición de la obra en 1931. 
Ann Sachs interpretó a Lucy, en la reposición de la obra de 1977. Lauren Thompson remplazaría a Sachs en el papel poco tiempo antes de que la obra fuera cancelada en cerca de 1980. 
En Argentina, en “Drácula, el musical” por Pepe Cibrián y Angel Mahler, Lucy fue interpretada por : Paola Krum (1991 y 1992), Alejandra Radano (1994), Karina K (1997), Romina Groppo (2000), Georgina Frere (2003), Florencia Benítez (2007), Georgina Reynaldi (2007), Luna Pérez Lening (2011 y 2016), Josefina Scaglione (2022), Luz Desposito (2023), entre otras. En esta versión, el personaje tiene una gran semejanza con su contraparte del libro.

En Dracula, The Musical, estrenado en Broadway en el 2004, Lucy Westenra juega un papel menos importante. Ella es muy similar a la novela, aunque en esta versión Drácula originalmente buscaba a Mina Murray, pero Lucy se convierte en su víctima cuando ella responde al llamado de Drácula. Ella muere, víctima del Conde y se levanta como una vampiresa no-muerta. Ella es destruida por los hombres, como en la novela, pero se muestra a Mina muy cercana a ella. El papel ha sido interpretado por Kelli O'Hara. 
En el 2006, Gabrielle Destroismaisons interpretó a Lucy en una producción musical franco-canadiense Dracula - Entre l'amour et la mort.

## En cómics
Lucy aparece en la adaptación de Marvel Comics de Bram Stoker's Dracula #2-3. Lucy es presentada como una hermosa joven de 19 años con cabello negro y que es asesinada junto con su madre por el Conde Drácula en 1890 después de que Abraham Van Helsing trate de salvar su vida.
Topps Comics también hizo una adaptación del cómic de la película Drácula, de Bram Stoker.
En 2008, Ben Caldwell realizó una versión muy reducida de Drácula como el primero en su serie All-Action Classics. En ella, Lucy es una hermosa joven que, al ser visitada por su amiga Mina, tiene un ataque de sonambulismo y anemia, pero se descubre que es obra de Drácula. Ella muere debido a que su sirvienta ignorante arruina los planes de Van Helsing y más tarde, después de convertirse en un vampiro, es asesinada para su bien por su prometido Arthur.
Su personaje fue utilizado en el cómic de 2011 Victorian Undead 2: Sherlock Holmes vs Dracula de la DC Comics. Como en la historia original, Lucy se vuelve un vampiro, pero se desvía del argumento original cuando Drácula logra llegar a su cripta antes de Van Helsing y evita que Steward, Quincy y Harker pueden matarla debido a la traición de Holmwood. Ella se convierte en un esbirro de Drácula y ayuda con su plan para tomar Londres. Sin embargo, la cuarta entrega del cómic muestra que ella no es particularmente leal a Drácula y se ha vuelto extremadamente arrogante del poder que le ha dado ser un vampiro. Considerando a sí misma más "iluminada" que las otras novias de Drácula ya que ella se convirtió en épocas más modernas. Ella logra escapar de los héroes después de matar a la última novia para ellos. Ella les advierte que los dejara en paz si ellos hacen lo mismo. Su destino se queda sin resolver cuando los héroes hacen de Drácula su máxima prioridad después de que se infiltra en el  Palacio de Buckingham para intentar matar a la reina y hacerse cargo de Londres.
En 2021, Shin'ichi Sakamoto comenzó su manga #DRCL Midnight Children, una adaptación libre de la obra, en el que el personaje de Lucy Westenra aparece como Luke Westenra, alumno del colegio Whitby, que mantiene una relación homosexual con Arthur. Luke es en realidad transexual, puesto que por las noches deja que su lado femenino emerja, y hace que la llamen Lucy, convirtiéndose en la única amiga de Mina Murray, de la que esta se enamora.

## Versiones Radiofónicas
En 1938, el Mercury Theatre emitió una versión radiofónica de Drácula. En ella, Lucy aparece en medio de la emisión como la novia enferma de Arthur Seward, y solo más tarde se estableció que era una víctima de Drácula. Ella se convierte en una vampiresa y es destruida por Arthur y Van Helsing. Elizabeth Farrell interpreta a Lucy, junto con el legendario Orson Welles en el doble papel de Drácula y Arthur Seward.